# Imatu
Koordinaten: 59° 6′ N, 27° 30′ O
Imatu ist ein Dorf (estnisch küla) in der Landgemeinde Alutaguse (bis 2017 Iisaku). Es liegt im Kreis Ida-Viru (Ost-Wierland) im Nordosten Estlands.

## Beschreibung und Geschichte
Das Dorf hat 5 Einwohner (Stand 16. Oktober 2010).
Der weitgehend naturbelassene Imatu-See (Imatu järv) im Moor von Ristikivi (Ristikivi soo) ist ein beliebtes Ausflugsziel für Angler. Er ist etwas mehr als 28 Hektar groß. Seine größte Tiefe beträgt zwei Meter.